# Чемпионат мира по горнолыжному спорту 1936
6-й чемпионат мира по горнолыжному спорту прошёл с 21 по 22 февраля 1936 года в Инсбруке (Австрия). Сборная Германии не выступала на турнире. В начале февраля 1936 года прошли первые в истории соревнования горнолыжников на Олимпийских играх в Гармиш-Партенкирхене. Австрийские и швейцарские мужчины на Олимпийских играх не выступали.

## Общий медальный зачёт
| Место | Страна         | Золото | Серебро | Бронза | Всего |
| ----- | -------------- | ------ | ------- | ------ | ----- |
| 1     | Швейцария      | 2      | 3       | 3      | 8     |
| 2     | Австрия        | 2      | 1       | 3      | 6     |
| 3     | Великобритания | 2      | 1       | 0      | 3     |
| 4     | Италия         | 0      | 1       | 0      | 1     |

## Медалисты

### Мужчины
| Дисциплина       | Золото           | Серебро             | Бронза            |
| ---------------- | ---------------- | ------------------- | ----------------- |
| Скоростной спуск | Рудольф Ромингер | Джачинто Серторелли | Хайнц фон Алльмен |
| Слалом           | Рудольф Матт     | Эберхард Кнайссль   | Рудольф Ромингер  |
| Комбинация       | Рудольф Ромингер | Хайнц фон Алльмен   | Эберхард Кнайссль |

### Женщины
| Дисциплина       | Золото           | Серебро         | Бронза             |
| ---------------- | ---------------- | --------------- | ------------------ |
| Скоростной спуск | Эвелин Пинчинг   | Эльвира Озирниг | Нини фон Аркс-Цогг |
| Слалом           | Герда Паумгартен | Эвелин Пинчинг  | Маргарет Вайкерт   |
| Комбинация       | Эвелин Пинчинг   | Эльвира Озирниг | Герда Паумгартен   |